# 胡凱文
胡凱文（Carmen Wu），前香港寬頻bbTV及香港有線電視新聞主播，現移居美國任職自由亞洲電台。
胡凱文畢業於香港中文大學。曾於香港寬頻bbTV香港新聞台擔任記者，香港新聞台倒閉後正式加入有線新聞擔任主播。
日本311地震之後胡凱文曾到日本福島採訪。